# Der große Gatsby

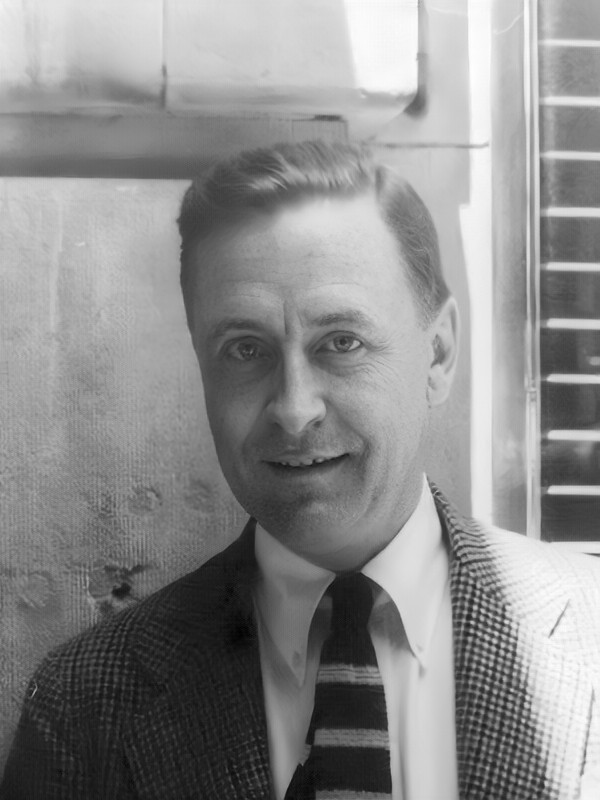
F. Scott Fitzgerald, Fotografie von Carl van Vechten, 1937

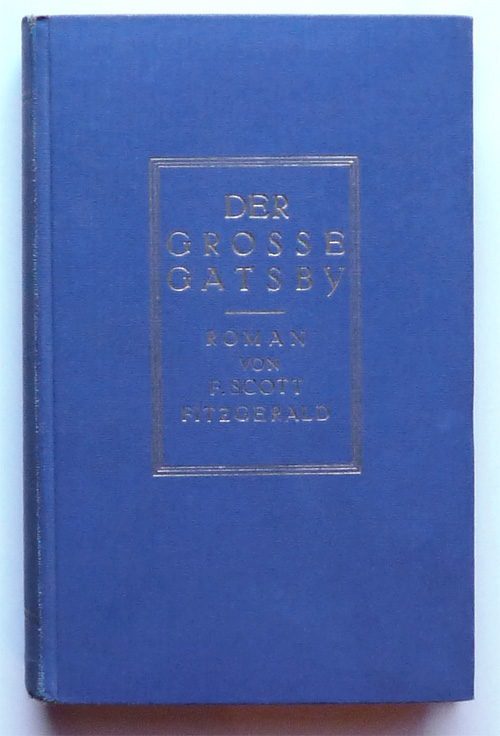
Deutsche Erstausgabe, Knaur, Berlin 1928

Der große Gatsby (Originaltitel: The Great Gatsby) ist ein 1925 erstmals veröffentlichter Roman des US-amerikanischen Autors F. Scott Fitzgerald. Er schildert die Erlebnisse einer Reihe unterschiedlicher Figuren, die den Sommer 1922 in der fiktiven Stadt West Egg auf der Insel Long Island nordöstlich von New York City verbringen. Hauptfigur ist der junge und mysteriöse Millionär Jay Gatsby, der seit Jahren die schöne Daisy Buchanan liebt, die während seines Militärdiensts einen anderen Mann geheiratet hat.
Der große Gatsby gilt als das Meisterwerk Fitzgeralds, in dem er sich mit Themen wie Dekadenz, Ausschweifungen, Idealismus, Widerstand gegen Veränderungen und sozialen Umbrüchen auseinandersetzt. Er schuf dabei ein treffendes Porträt der sogenannten „Roaring Twenties“, der von wirtschaftlichem Wachstum, Prohibition, Kriminalität, Jazz und Flappern geprägten 1920er Jahre in den Vereinigten Staaten.
Fitzgerald begann 1923 an diesem Roman zu arbeiten. Als Inspiration dienten ihm dabei die Partys auf Long Island, auf denen er gelegentlich zu Gast war. Er kam mit der Arbeit an dem Roman jedoch nur langsam voran. Den ersten Entwurf beendete Fitzgerald, nachdem er mit seiner Frau Zelda 1924 an die Riviera gezogen war. Maxwell Perkins, sein Lektor beim Verlag Scribner’s, empfand diesen ersten Entwurf jedoch als zu vage und überredete Fitzgerald zu einer Überarbeitung des Manuskripts. Im April 1925 wurde der Roman veröffentlicht. Die Kritiken waren verhalten und in den ersten Monaten nach der Veröffentlichung wurden nur 20.000 Exemplare verkauft. Als Fitzgerald 1940 starb, war er davon überzeugt, dass sein gesamtes Werk vergessen werde.
Seine Romane und unter ihnen vor allem Der große Gatsby wurden von einem breiteren Publikum in den 1940er Jahren wiederentdeckt. Der Große Gatsby wird heute zu den bedeutendsten Werken der amerikanischen Moderne gezählt. T. S. Eliot bezeichnete ihn als den ersten Entwicklungsschritt, den der Amerikanische Roman seit Henry James gemacht habe. Das Magazin Time zählt diesen Roman Fitzgeralds zu den besten 100 englischsprachigen Romanen, die zwischen 1923 und 2005 veröffentlicht wurden, und die Modern Library listete ihn 1998 auf Rang 2 der 100 besten englischsprachigen Romane des 20. Jahrhunderts. Damit war Fitzgerald der höchstplatzierte US-Amerikaner in der Liste.

## Handlung

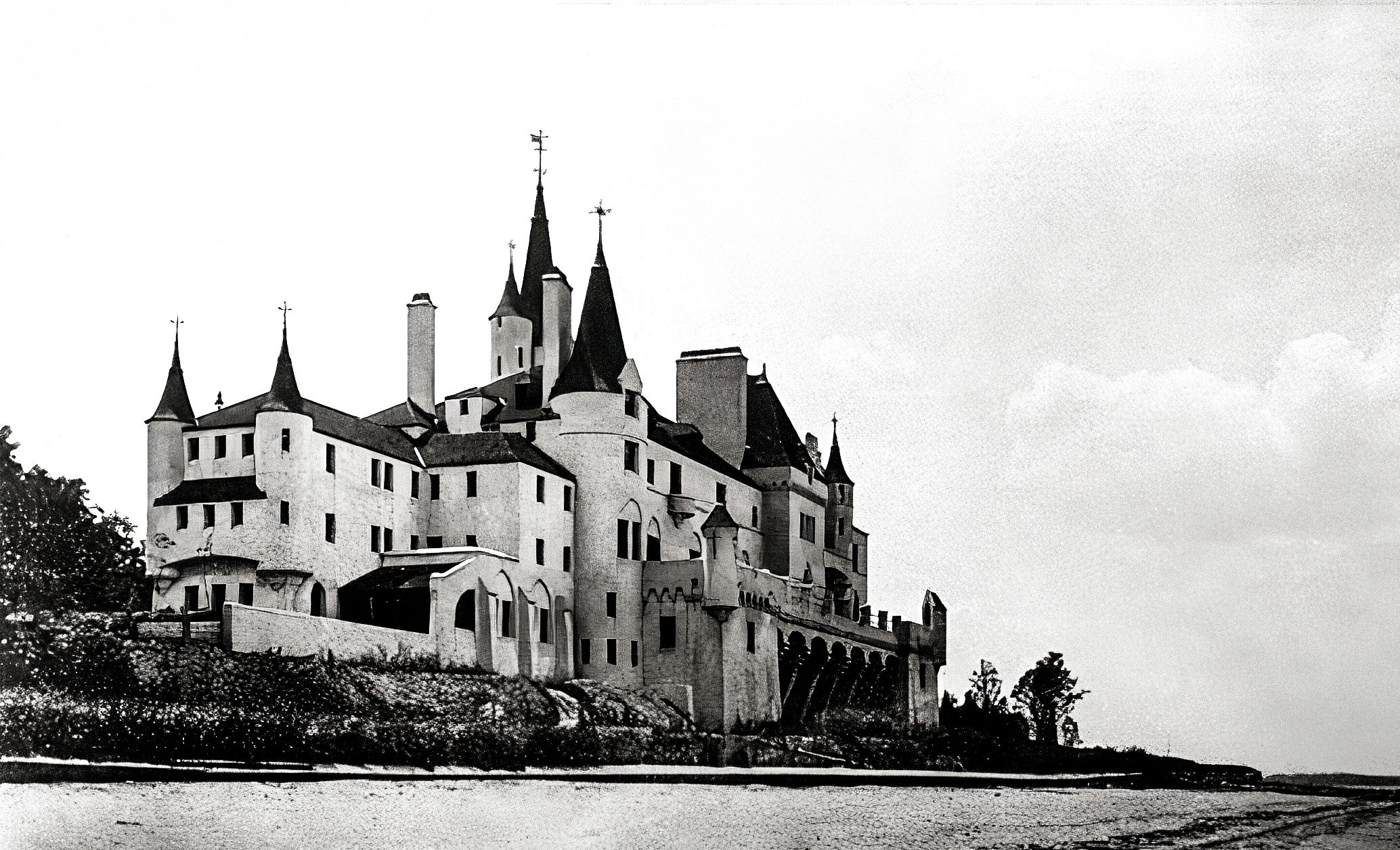
Das mittlerweile abgerissene Herrenhaus Beacon Towers an der Nordküste von Long Island gilt als das Anwesen, das F. Scott Fitzgerald zu der Beschreibung von Gatsbys Anwesen inspirierte.

Der Ich-Erzähler der Geschichte ist Nick Carraway, ein junger Mann, der sich 1922 in New York als Wertpapierhändler versucht und ein altes und bescheidenes Haus in West Egg auf Long Island an der Ostküste der USA bezieht. In dem palastartigen Nachbarhaus lebt Jay Gatsby, die Schlüsselfigur des Romans. Gatsby ist ein junger Millionär und undurchsichtiger Geschäftsmann, dessen geheimnisumwitterte Herkunft, seine unklare Ausbildung und sein unermesslich scheinendes Vermögen Stoff für viele Gerüchte bilden. Obwohl er in seinem Haus rauschende Tanzpartys für die New Yorker Gesellschaft veranstaltet, ist er einsam, wie sich im Laufe der Handlung herausstellt. Im Grunde seines Herzens möchte er die Vergangenheit zurückholen und wieder mit der Liebe seines Lebens, Daisy, zusammen sein. Aber in der Zeit, in der Gatsby in Frankreich als Soldat im Ersten Weltkrieg gekämpft hat, heiratet Daisy den raubeinigen Ex-Football- und jetzigen Polospieler Tom Buchanan, einen reaktionären Millionär aus reicher Familie des mittleren Westens, mit dem sie inzwischen eine dreijährige Tochter hat. Die Buchanans leben auf der gegenüberliegenden Seite der Bucht in East Egg. Tom betrügt seine Frau seit längerem mit Myrtle Wilson, der Frau eines einfachen Tankstellenbesitzers.
Nick Carraway ist ein Cousin zweiten Grades von Daisy und besucht das Ehepaar auf seinem Anwesen zu Beginn der während eines Sommers spielenden Erzählung. Dort lernt er die junge, attraktive Jordan Baker kennen, die ebenfalls eine Bekannte Daisys ist. Jordan ist eine selbstbewusste, für sich selbst sorgende Frau, durchaus sympathisch, aber mit berechnenden Charakterzügen. Nick und Jordan kommen sich im Laufe der Geschichte näher, gehen letztlich jedoch keine Beziehung ein.
Mit Jordans und schließlich Nicks Hilfe trifft Gatsby mit seiner Jugendliebe Daisy zusammen. Daisy ist im Folgenden zwischen ihrem Ehemann Tom Buchanan und Gatsby hin- und hergerissen. Bei einem gemeinsamen Treffen der Protagonisten, das schließlich in einem Ausflug in den Autos von Tom und Gatsby nach New York mündet, erkennt Tom, dass er Daisy an Gatsby zu verlieren droht. Daraufhin entwickelt sich ein verbaler Schlagabtausch zwischen den beiden Männern, bei dem beide die Liebe Daisys für sich beanspruchen. Am Ende des Streits schickt Tom Gatsby und Daisy im Zorn nach Hause.
Auf ihrer Rückfahrt läuft ihnen Myrtle Wilson, Toms Geliebte, ins Auto und wird dabei tödlich verletzt. Daisy, die am Steuer des Unfallwagens sitzt, fährt in Panik weiter. Gatsby wird Stunden später Nick erklären, dass er die Verantwortung für den Unfall aus Liebe zu Daisy übernehmen will. Derweil gibt Tom Myrtles verzweifeltem Ehemann, George Wilson, den Hinweis, dass Gatsby der Besitzer des Unfallwagens ist. Daraus schließt Wilson, Gatsby habe den Unfall verursacht, und erschießt am nächsten Morgen erst Gatsby und dann sich selbst.
Zu Gatsbys Beerdigung erscheint niemand außer dem Erzähler Nick und Gatsbys Vater, Henry C. Gatz (Gatsbys echter Name war James Gatz), schließlich noch ein geheimnisvoller Unbekannter, dem Nick und Jordan vor Monaten bei einer von Gatsbys ausschweifenden Partys zufällig in der Bibliothek begegnet sind, wo er im trunkenen Zustand die „Echtheit“ der Bücher in Gatsbys Bibliothek bewundert hat.

## Figuren

### Nick Carraway
Nick Carraway ist der Ich-Erzähler des Romans. Er ist 1892 geboren und stammt aus Minnesota, einem Bundesstaat im Mittleren Westen der USA. Carraway besucht die renommierte Yale University und macht dort 1915 seinen Abschluss, kämpft im Ersten Weltkrieg und zieht nach seiner Rückkehr – nach einem Aufenthalt bei seiner Familie – an die Ostküste nach New York, um dort mit Aktien- und Wertpapierhandel sein Berufsleben zu beginnen. Er ist nach eigenen Angaben ehrlich und fällt ungern Urteile über andere. Er ist in dieser Hinsicht derart zurückhaltend, dass im Laufe der Jahre, besonders aber in der Studienzeit, die Menschen in seiner Nähe ihm ihre Sorgen und Geheimnisse anvertraut haben. Diese Umsichtigkeit und Passivität machen ihn zu einem guten Zuhörer. Dass er fleißig und gewissenhaft ist, dafür spricht die Sorgfalt, mit der er in sein neues Tätigkeitsfeld einsteigt. Er besorgt sich Fachbücher und studiert sie gründlich. Es ist kaum vorstellbar, dass sich Gatsby je mit solcher Theorie beschäftigt hat. Im Berufsleben allerdings zeigt sich Nick wenig ehrgeizig, und neben der Zeit, die er mit dem gewissenhaften Erlernen der Materie verbringt, verbringt er genauso viel Zeit damit, dem Treiben der Stadt zuzusehen, nicht ohne romantische Vorstellungen und nicht ohne ein wenig Selbstmitleid. Nick Carraway ist in vieler Hinsicht bemüht, sich als ehrlicher, vertrauenswürdiger Erzähler auszuweisen. Er teilt gleich zu Anfang seines Berichts mit, dass er im Laufe seines Lebens aufgrund seiner Ehrlichkeit schon einiges erfahren hat, ohne ein Urteil zu fällen. Es wäre durchaus berechtigt, ihm hier ein gutes Maß an Snobismus zu bescheinigen. Positiv gewendet bedeutet dieses Bewusstsein für die grundsätzliche Wandelbarkeit des menschlichen Handelns, dass Nick jedem Menschen neu begegnet und des Staunens noch fähig ist. Es ist auffällig, dass sich seine Neugierde sehr in Grenzen hält. Über seinen Nachbarn weiß er nichts und er unternimmt im Laufe des Romans auch nichts, um diesen Zustand zu ändern. Gatsbys Hintergrund interessiert ihn schlichtweg nicht. Er überlässt alles der Zeit, mit dem Ergebnis, dass er Gatsby besser kennenlernt als jeder andere, der versucht, Nachforschungen über ihn anzustellen.
Nicks Herkunft ist doppeldeutig. Einerseits rühmt sich seine Familie einer adeligen Abstammung; andererseits sei es Nicks Angaben zufolge in Wirklichkeit der Bruder seines Großvaters, der ein tüchtiger und angesehener Geschäftsmann war. Integrität und bürgerliche Existenz stehen den unbegrenzten Möglichkeiten des adeligen Menschenbilds gegenüber.
Die Einzelheiten von Nicks Liebesbeziehung zu einem Mädchen zu Hause im Westen verrät er nicht (wir wissen über sie nur, dass die Liebe zu Jordan Baker – eine Zuneigung, der jede Leidenschaft fehlt – eine Fortsetzung dieser Situation darstellt, da beide Frauen als sportlich dargestellt werden). Der Unterschied besteht darin, dass die Beziehung zu Jordan zum korrumpierten Osten gehört und dass Jordan eine bekannte Persönlichkeit ist.

### Jay Gatsby
Jay Gatsby ist ein junger reicher Mann, der in einer luxuriösen Villa in West Egg wohnt. Er ist für seine wöchentlichen Partys bekannt. Allerdings weiß niemand, woher er kommt oder welchem Geschäftsfeld er sein Vermögen verdankt. Nick erfährt, dass Gatsby als James Gatz geboren wurde und aus North Dakota stammt, wo seine Eltern eine Farm besessen haben. Als junger Mann arbeitet er für den reichen Unternehmer Dan Cody, den er zufällig kennengelernt hat. Gatsby verabscheut Armut und sehnt sich nach Reichtum und Luxus. Als junger Offizier lernt er Daisy kennen, und sein Streben nach Reichtum bekommt einen neuen Impuls, denn er kann sie nur heiraten, wenn er reich und erfolgreich ist. Sie verspricht, auf ihn zu warten, heiratet aber Tom Buchanan, während sich Gatsby nach dem Krieg in Oxford aufhält. Nun setzt er alles daran, Daisy zurückzuerobern. Er ist zu allem bereit, um dieses Ziel zu verwirklichen. Sein Geld, sein Haus, seine wöchentlichen Partys sind alle Mittel zu diesem Zweck.
Gatsby orientiert sich an europäischen Werten. Nach dem gescheiterten Versuch, in den USA Bildung zu erlangen (er hat es im kleinen College in St. Olaf, Minnesota, lediglich zwei Wochen ausgehalten), möchte er nach dem Krieg in Oxford studieren (ob er es tatsächlich getan hat, bleibt jedoch fraglich). Er importiert die neuesten Hemden und Autos aus England; sein Haus ist einem französischen Hôtel de Ville nachempfunden, und er gebärdet sich wie ein Adliger. Auch sein „old sport“ ist eine Nachahmung der Redeweise der englischen Oberklasse.
Gatsby gilt unter seinen Partygästen, von denen ihn wohl die meisten nie kennengelernt haben, als großzügig und aufmerksam. Eine Frau berichtet, sie habe bei der letzten Party ihr Kleid zerrissen und Gatsby habe ihr binnen einer Woche ein neues Kleid zukommen lassen. Nick behauptet, dass man Gatsby, wenn er lächelt, einfach mag, und er muss bei der ersten Party feststellen, dass Gatsbys Eigenschaften, ja, seine Identität, vom jeweiligen Gesprächspartner abhängen.
Einzelheiten über Gatsbys Kindheit erfährt der Leser erst im 6. Kapitel und die endgültige (freilich nur indirekte) Bestätigung, dass er sein Vermögen unlauteren Geschäften verdankt, wird erst im 7. Kapitel geliefert. Gatsbys Ruf eilt ihm stets voraus. Er ist umgeben von Reichen und Schönen, lässt sich aber selbst nur gelegentlich blicken.
Der Leser erfährt nach und nach, dass er ein liebeskranker, sensibler junger Mann ist, der alles auf die Verwirklichung eines Traumes setzt, ohne zu ahnen, dass dieser Traum einen solchen Einsatz nicht mehr gerechtfertigt erscheinen lässt. Denn Gatsby idealisiert Daisy, und sie kann seinen Vorstellungen unmöglich gerecht werden. Sein Traum zerfällt, Daisy wird bei ihrem Mann bleiben. Gatsbys Optimismus, seine Vitalität und sein Individualismus zerbrechen an der Realität.
Auch wenn Nick etwas „Herrliches“ („gorgeous“) in Gatsbys Persönlichkeit – und auch in seinen Besitztümern – erkennt (ohne diese Erkenntnis hätte er sich nie hingesetzt, um das Buch zu schreiben), zeigt Gatsby einige negative Eigenschaften, und sieht man von aller Bewunderung für seine fast visionären Fähigkeiten ab, erscheint er stellenweise als ein Ganove.
Denn er versucht, sich zu seinem eigenen Vorteil in eine Ehe, nämlich die von Tom und Daisy, hineinzudrängen; er verkehrt zudem mit Kriminellen; er bekommt jährlich vom – vermutlich korrupten – Polizeichef eine Weihnachtskarte (welchen Gefallen ihm Gatsby genau getan hat, wird nicht erläutert, aber es ist gut vorstellbar, dass es mit Alkohol zu tun hat); er verdankt sein Vermögen gesetzwidrigen Geschäften, bei denen vermutlich Unschuldige zu Schaden gekommen sind; und nach dem furchtbaren Unfall, bei dem eine Frau ums Leben kommt und an dem er durch die begangene Fahrerflucht mitschuldig ist, gilt seine einzige Sorge Daisy. Als Nick ihn nach dem Unfall sieht und fragt, was er gerade mache, antwortet er: „Just standing here, old sport.“
Wie alle Figuren im Roman versucht Gatsby angesichts der Heimatlosigkeit einer sich im Umbruch befindenden Gesellschaft eine Identität aufzubauen. Während Jordan Baker ihren Ruf und ihren Ruhm ihren sportlichen Leistungen auf dem Golfplatz verdankt (wobei man den Eindruck gewinnt, dass ihr dieser Ruhm wenig mehr als Einlass zu den angesagten Abendgesellschaften sowie Zugang zum Heiratsmarkt bringt), verfolgt Gatsby eine andere Strategie, um sich zu orientieren und Halt zu geben: Er erfindet sich neu. Er ist sozusagen anwesend bei seiner eigenen Entstehung und tritt als sein eigener Schöpfer auf. Dieser Prozess wird im Zitat „The truth was that Jay Gatsby, of West Egg, Long Island, sprang from his Platonic conception of himself“ deutlich.
Die Anspielung des Erzählers auf die platonische Ideenlehre ist nicht nur ein bloßer Nachweis seiner Bildung, sondern untermauert „die Unerschütterlichkeit und Unwandelbarkeit von Gatsbys Ich-Ideal“. Dessen Selbstkonzeption ist mehr als eine Illusion, sie ist „wissende Überzeugung, ein Akt der Erinnerung an die Idee selbst, die die Seele schaute, bevor sie an den Leib gebunden wurde“. Mehr noch, er wird als „son of God“ bezeichnet und folglich mit Christus verglichen.
In der Beurteilung der Figur Gatsby gibt es zwei Positionen, die kaum vereinbar scheinen. Einerseits lässt sich Gatsby als „Komödiant“ auffassen: Wenn er seine Gefühle für Daisy durch Vorzeigen seiner Besitztümer ausdrückt, hat das eine komische Wirkung. Andererseits lässt er sich als mythische Figur von Tiefsinn und großer Aussagekraft begreifen, als eine Verkörperung und ein Ausdruck des amerikanischen Traumes.
Bemerkenswert ist die Leichtigkeit, mit der Tom Buchanan es schafft, im Hotel Plaza Gatsbys Identität zu zerstören. Dieser Sieg ist alles andere als vorhersehbar, denn Tom scheint im Nachteil zu sein. Er redet heuchlerisch von Ehe und Familie; er ist herablassend, auch seiner Frau gegenüber. Aber seine grobe und fast zufällige Attacke auf Gatsby, die darin besteht, ihn als Kriminellen zu beschimpfen, reicht, um diesen völlig zugrunde zu richten. Gatsbys aus Träumen und Gemeinplätzen zusammengebastelte Identität zerbricht.

### Daisy Buchanan

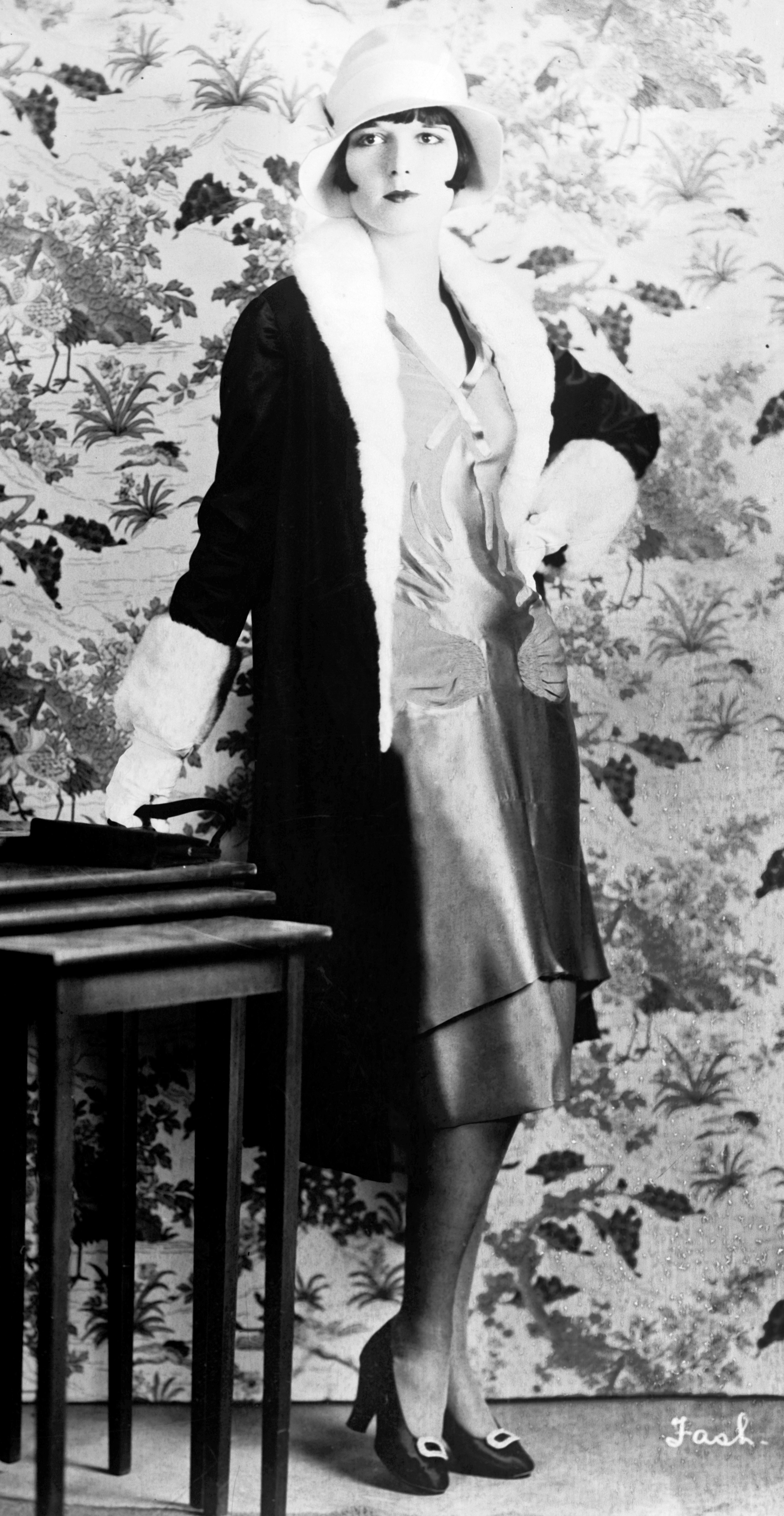
Schauspielerin Louise Brooks mit der für Flapper charakteristischen Frisur und Kleidung

Daisy Buchanan (geb. Fay) ist Nicks Cousine. Die schöne junge Frau aus angesehener Familie (sie ist die Tochter eines Richters) wurde in ihrer Heimatstadt von vielen Offizieren umworben, darunter auch Gatsby. Sie verliebte sich in ihn und versprach, auf seine Rückkehr vom Krieg zu warten, ohne allerdings zu wissen, dass er seine soziale Stellung vorgetäuscht hatte. Doch als der reiche Tom Buchanan während Gatsbys Abwesenheit um ihre Hand anhielt, konnte die Liebesbedürftige nicht widerstehen. Daisy verkörpert alles, wonach sich Gatsby als junger Mann sehnt: Sie ist charmant und reich. Gatsbys Erinnerungen an Daisy verraten, dass er sich möglicherweise weniger in Daisy als Person, sondern in das, was sie darstellt, und in ihre soziale und gesellschaftliche Stellung verliebte. Auch Nick hat einen Blick für die Schönheit von Daisys Gesicht, aber auch für die dunkle Seite: „Her face was sad and lovely with bright things in it“. Besondere Erwähnung findet Daisys Stimme, die leitmotivisch hervorgehoben wird, als aufregend und gesangsartig. Es scheint, als müsse man sich dieser Stimme hingeben, wenn man sie hört, und man hört ihr nicht bloß zu, um die Worte zu verstehen, sondern folgt dem Auf und Ab des melodischen Gesangs. Die Stimme ist „thrilling“, wie Nick anmerkt, der von ihr bezaubert ist. Gatsby ist zwar auch für den Zauber von Daisys Stimme empfänglich, aber sein Interesse gilt bemerkenswerterweise nicht ihrem schwer greifbaren Wesen, sondern dem, was sie darstellt: „Her voice is full of money“, als würde sich in Daisys Stimme all das verwirklichen, wonach er sich sehnt. Der Leser lernt Daisy durch einen Filter kennen, nämlich durch Nicks Eindrücke und Urteile. Nick ist zwar von ihrer Stimme eingenommen, spricht aber im Anschluss von der grundsätzlichen Unaufrichtigkeit („insincerity“) ihrer Äußerungen. Nach dem Abend mit Jordan und Daisy hat er das Gefühl, dass diese Zeit einen einzigen Zweck gehabt habe: Nick aus der emotionalen Reserve zu locken. In Wirklichkeit ist Daisy oberflächlich und zynisch. Nick nimmt eine vorgetäuschte Verbindlichkeit an ihr wahr. Sie lebt in Langeweile und habe nach eigenen Angaben alles schon gesehen und sei schon überall gewesen. Ziellosigkeit prägt ihr Leben im Luxus. Diese Eigenschaften, die Gatsby offenbar entgehen, fallen dem Erzähler Nick sofort ins Auge. Er weiß auch, dass sich Menschen wie Daisy und Tom immer hinter ihrem Geld verstecken werden, wenn etwas schiefgeht. Daisys Umgang mit ihrer Tochter Pammy ist bezeichnend für ihre emotionale Leere. Pammy tritt in Begleitung des Kindermädchens wie etwas Zufälliges, Beiläufiges auf, wird von ihrer Mutter bewundert, um dann kaum eine Minute später wieder zu verschwinden. Gatsby selbst ist so überrascht über den Auftritt des Kindes, dass Nick vermutet, er habe an dessen Existenz nicht so richtig geglaubt. Daisy wünscht sich für ihre Tochter, dass sie schön, aber auch dumm und unbedarft sein wird: „I hope she’ll be a fool – that’s the best thing a girl can be in this world, a beautiful little fool.“ Hier spricht Daisy von sich selbst. Wenn man schön ist und nicht besonders intelligent dazu, hat man mehr Spaß im Leben, so die Devise, die ein Ergebnis von Daisys Sozialisation als behütete höhere Tochter sein mag. Mehr als eine wohlhabende Schönheit ist sie nie gewesen. Diese Haltung hat auch eine dunkle Seite: Sie stellt wohl eine Überlebensstrategie in einer unglücklichen Ehe dar. Wie fast alle Beteiligten lässt sich auch Daisy durch den Unfall nicht aus der Ruhe bringen. Gatsby muss zuschauen, während Tom und Daisy in einem Augenblick ehelicher Vertrautheit bei einer gemeinsamen Mahlzeit offenbar Pläne für die Zukunft schmieden, im Wissen, dass Gatsbys Untergang besiegelt ist. Daisy äußert keine Bedenken dagegen, dass Gatsby am Steuer gesessen haben soll. Sie ist bei Gatsbys Beerdigung nicht anwesend.

### Thomas Buchanan
Thomas Tom Buchanan ist ein kräftiger, sportlicher Mann, der an der Universität vor allem im American Football geglänzt hat und nun solche Höhen wohl nie wieder erreichen wird. Er stammt aus einer sehr reichen Familie und sein Vermögen prägt sein Leben. Zur Hochzeit schenkt er Daisy eine Perlenkette im Wert von 350.000 Dollar, die Daisy allerdings wegwerfen will. Tom strahlt Arroganz und Aggressivität aus. Diese Charaktereigenschaften hängen sehr eng mit seiner physischen Erscheinung zusammen. Er ist muskulös und Nick hat den Eindruck eines grausamen, gewaltbereiten Körpers, „a cruel body“. Daisy spricht von ihrem Mann in doppeldeutiger Weise, bei der seine Stärke negativ konnotiert ist: „a brute of a man, a great big hulking physical specimen of a –“. Sie wird aber von Tom unterbrochen, dem das Wort „hulking“, das so viel wie „massig und ungeschlacht“ bedeutet, missfällt.
Tom ist trotz seines Vermögens und trotz seiner Besitztümer, von seiner schönen Frau und kleinen Tochter ganz zu schweigen, unzufrieden. Er wirkt wie ein Heimatloser. Als Paar sind die Buchanans ziellos umhergezogen. Sie halten sich immer dort auf, wo sich andere Reiche aufhalten, um gemeinsam mit ihresgleichen irgendeinem Zeitvertreib, wie zum Beispiel dem Polosport, für den Tom einen eigenen Pferdestall unterhält, nachzugehen. In East Egg ist es jetzt nicht anders.
Wenn Nick sich möglicherweise vorgestellt hat, bei den Buchanans, die er seit einigen Jahren nicht mehr gesehen hat, den Gipfel der amerikanischen Kultur vorzufinden, so begegnet ihm anfangs eine Bestätigung ihres Ansehens aufgrund ihres Anwesens und Lebensstils: der gepflegte Garten, die Schönheit des Hauses, das Abendessen und schließlich der mondäne Gesprächsstoff, der den aus dem Westen stammenden Hinterwäldler Nick scherzhaft fragen lässt, ob sie nicht doch lieber über landwirtschaftliche Themen reden könnten. Doch hinter dieser Fassade tun sich Abgründe auf, und schon nach dem ersten Besuch bei Tom und Daisy erkennt Nick, dass ihre Welt alles andere als heil ist. Seine unausgesprochene Empfehlung an Daisy: das Haus schleunigst zu verlassen, das Kind im Arm.
Toms erster Auftritt ist bezeichnend: Nick evoziert eine leichte Szenerie, in der Daisy und Jordan dekorativ und träge auf der riesigen Couch zu schweben scheinen. Tom Buchanans Eintritt setzt dem ein jähes Ende: „Then there was a boom as Tom Buchanan shut the rear windows and the caught wind died out about the room, and the curtains, and the rugs and the two young women ballooned slowly to the floor.“ Toms Aktion lässt die beiden Damen zum Boden zurückschweben und entzaubert die kleine Szene, die in Nick möglicherweise romantische Erwartungen erweckt hatte.
Abgesehen von seiner bedrohlichen körperlichen Präsenz ist Tom zudem rassistisch und heuchlerisch und ihm fehlt jegliche Bildung. Seine Affäre mit Myrtle gehört wie selbstverständlich zu seiner Lebensführung und er hat überhaupt keine Bedenken, sie Nick vorzustellen (was allerdings auch daran liegt, dass er zu dem Zeitpunkt stark alkoholisiert ist). Als er aber erfährt, dass Gatsby und Daisy ein Liebespaar sind, wird er wütend und fordert eine Konfrontation heraus. Er hat seine Frau vermutlich schon immer betrogen. Bereits einige Monate nach der Eheschließung war er in einen Skandal verwickelt.
Zum Schluss bekundet er auf offener Straße in abstoßender Weise sein Selbstmitleid: Der Anblick der Hundekekse bei der Auflösung der New Yorker Wohnung habe ihn zu Tränen gerührt.

### Weitere Figuren
- Jordan Baker ist mit Daisy befreundet. Im Laufe des Sommers geht Nick mit ihr eine romantische Verbindung ein, bei der jedoch jegliche Leidenschaft zu fehlen scheint. Bei der ersten Begegnung fällt ihre Teilnahmslosigkeit auf. Sie spricht kaum und Nick registriert ihre etwas herablassende Kopfhaltung. Als er erkennt, dass es sich um die bekannte Sportlerin handelt, deren „pleasing contemptuous expression“ er aus vielen Zeitschriften kennt, erinnert er sich an etwas Unangenehmes aus ihrer Vergangenheit, was durch die Zeitungen ging; aber an die Einzelheiten erinnert er sich nicht. Später beschreibt Nick sie als „clean, hard, limited person“ und hebt ihren Zynismus hervor. Sie stellt einen neuen, für die 1920er Jahre typischen Frauentyp dar: knabenhaft, egoistisch und emanzipiert. Diese Emanzipation hat allerdings auch damit zu tun, dass Jordan niemanden hat, der sich um sie kümmert. Ihre Familie besteht aus einer „etwa tausend Jahre alten Tante“, wie Daisy anmerkt. Wie Daisy Buchanan zeigt sich Jordan von Myrtle Wilsons’ Tod nicht erschüttert: Wenige Stunden nach dem Unfall ist Jordan Baker wieder bereit, sich zu amüsieren. Sie berührt Nick am Arm und bittet ihn herein. „It’s only half past nine“, sagt sie so, als sei nichts geschehen und das einzig mögliche Hindernis zu einem vergnügten Abend die fortschreitende Zeit.
- George B. Wilson ist Mechaniker und betreibt auf Long Island eine Tankstelle und Autowerkstatt, die ihm und seiner Frau Myrtle ein bescheidenes Auskommen sichert. Erst im letzten Drittel des Romans wird ihm klar, dass Myrtle eine außereheliche Beziehung hat. Tom Buchanan bezeichnet George Wilson als so dämlich, dass er noch nicht einmal wisse, dass er am Leben sei.[4] Nach dem Unfalltod Myrtles erschießt er Jay Gatsby, den er fälschlich verdächtigt, den Tod seiner Frau verursacht zu haben und begeht anschließend Selbstmord.
- Myrtle Wilson ist mit George Wilson verheiratet und Tom Buchanans langjährige Geliebte. Sie strahlt leidenschaftliche Vitalität aus und sucht verzweifelt nach einem Ausweg aus ihrer langweiligen und kinderlos gebliebenen Ehe. Als sie Tom Buchanan zufällig gemeinsam mit Jordan Baker sieht, reagiert sie mit Eifersucht, weil sie Jordan Baker für Toms Frau hält. Wenig später sieht sie seinen Wagen entlang der Straße fahren, an der die Tankstelle steht. Erwartungsvoll läuft sie dem Auto entgegen, das sie für Toms hält. Sie wird dabei von Daisy Buchanan überfahren, die das Auto steuert und stirbt augenblicklich an ihren Verletzungen. Myrtle hat eine Schwester namens Catherine, die im Gegensatz zu ihr ein ungebundenes Leben führt.
- Meyer Wolfshiem (ab der zweiten englischsprachigen Ausgabe Wolfsheim geschrieben) ist ein Freund und Mentor Gatsbys. Er wird als „kleiner, flachnasiger Jude“ mit „großem Kopf“ und markantem Nasenhaar beschrieben. In einem Gespräch mit Nick Carraway bezeichnet Gatsby ihn als einen Wettbetrüger, der unter anderem die Ergebnisse der World Series im Jahre 1919 manipuliert habe. Wolfshiem ist derjenige, der den völlig verarmten Gatsby nach seiner Entlassung aus dem Militärdienst aufgriff und es ihm ermöglichte, durch Alkoholschmuggel seinen Reichtum zusammenzutragen. Wolfshiem taucht insgesamt nur zweimal im Roman auf. Beim zweiten Mal versucht Carraway verzweifelt, Wolfshiem zur Teilnahme an Gatsbys Beerdigung zu überreden. Wolfshiem verweigert sich, obwohl er zuvor die enge Freundschaft zu Gatsby hervorgehoben hat, diesem mit der Begründung, er wolle sich in nichts hineinziehen lassen. Fitzgerald macht Wolfshiems Kontakte zur Verbrecherwelt New Yorks deutlich, indem er ihn die wahre Geschichte der Erschießung „Herman ‚Rosy‘ Rosenthals“ erzählen lässt.

## Entstehungsgeschichte
Der erste Roman Fitzgeralds This Side of Paradise (Diesseits vom Paradies) erschien Ende März 1920. Er wurde von der Literaturkritik sehr gut besprochen, den Verkaufserfolg bezeichnet Fitzgeralds Biograf Scott Donaldson als nach jedem Maßstab bemerkenswert. Das Porträt der jungen Generation nach dem Ende des Ersten Weltkrieges und insbesondere der Flappers und ihrer emanzipierten Lebensweise machten den erst 23-jährigen Fitzgerald in kurzer Zeit berühmt. Fitzgeralds erste Sammlung an Kurzgeschichten Flappers and Philosophers., die im September 1920 erschien, war gleichfalls erfolgreich. Fitzgerald maß seinen Kurzgeschichten allerdings keinen großen Wert bei. Sie waren für ihn im Wesentlichen Broterwerb, die seine Arbeit am nächsten Roman finanzierten. Ihm lag an einer Anerkennung als einflussreicher und bedeutender Schriftsteller, die aus seiner Sicht nur über die Veröffentlichung weiterer Romane gelingen konnte. Die Schönen und Verdammten (The Beautiful and Damned), Scott Fitzgeralds zweiter Roman, und die Geschichten aus der Jazz-Ära (Tales of the Jazz Age) erschienen 1922. Die Schönen und Verdammten war länger und im Tonfall nüchterner als Diesseits vom Paradies. Der Roman erhielt verhältnismäßig gute Besprechungen und verkaufte sich auch mit moderatem Erfolg. Literarisch war dieser Roman jedoch weder so vollendet, dass sich Fitzgerald damit als einer der bedeutenden Autoren seiner Zeit etablieren konnte, noch waren die Verkaufszahlen hoch genug, als dass Fitzgerald auf das Verfassen von Kurzgeschichten und Artikel verzichten konnte.

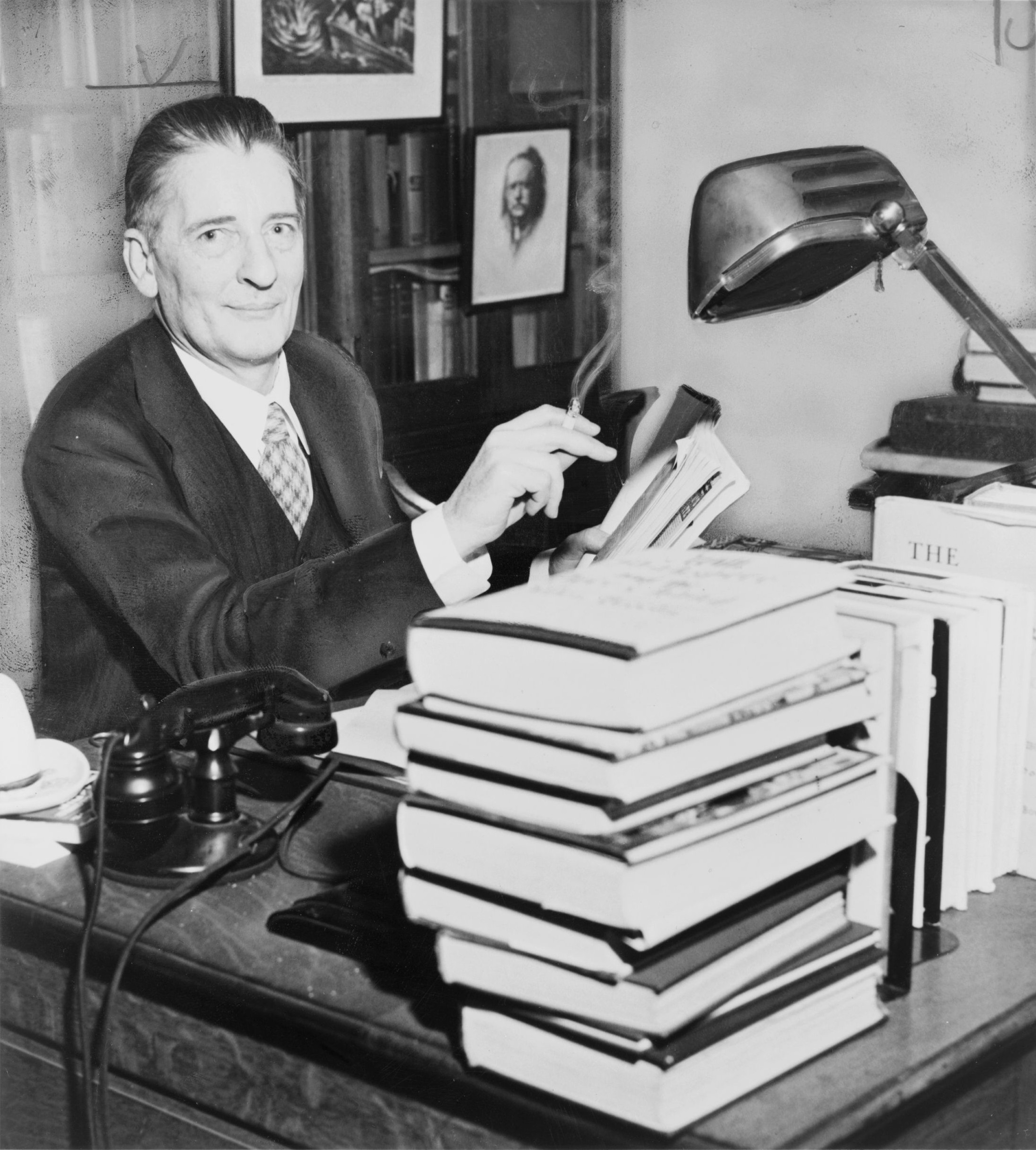
Maxwell Perkins, der Lektor, der beim Verlag Scribners Fitzgerald betreute

Im Juni 1922 begann Fitzgerald, die Handlung eines dritten Romans zu entwerfen. Seinem Lektor Maxwell Perkins erklärte er bereits im Juli jenes Jahres:

„Ich will etwas Neues schreiben – etwas ganz Außergewöhnliches und Wunderschönes und Einfaches + verwoben Komplexes.“

 Im selben Jahr erfolgte der Umzug der Familie nach Great Neck auf Long Island. In Great Neck lebte eine Reihe der neuen Reichen aus dem Showgeschäft, während auf der anderen Seite der Bucht, in Manhasset Neck, vor allem Familien lebten, die ihren Reichtum bereits im 19. Jahrhundert erworben hatten. In The Great Gatsby wurden aus Great Neck und Manhasset Neck die beiden Orte West Egg und East Egg, deren jeweilige Einwohner sich in gleicher Weise voneinander unterschieden. Zu den Nachbarn der Fitzgerald in Great Neck gehörten Persönlichkeiten aus der Medienwelt und dem Showbusiness wie Ring Lardner, der Vaudeville-Komödiant und -Produzent Lew Fields sowie Ed Wynn. Dort lebten jedoch auch Alkoholschmuggler wie Max Gerlach, der seinen Reichtum ostentativ demonstrierte und der möglicherweise als Vorbild für die Figur des Jay Gatsby diente. Gesichert ist, dass Fitzgerald diese Person mit seinem Freund, dem Literaturkritiker Edmund Wilson, diskutierte. Etwa zeitgleich zum Umzug nach Long Island begann die Presse über einen Skandal zu berichten, bei dem Arnold Rothstein eine Rolle spielte. Rothstein war ein notorischer Spieler und Mobster, der der Kosher Nostra zugerechnet wird und als Vorbild der Figur des Meyer Wolfshiem diente.
Fast genau 12 Monate nachdem Fitzgerald angefangen hatte, eine Romanhandlung zu entwerfen, begann er mit dem ersten Entwurf für diesen Roman. Er unterbrach jedoch die Arbeit, weil er ab September 1923 daran mitarbeitete, sein Theaterstück „The Vegetable“ („Das Gemüse“) auf die Bühne zu bringen. Das Stück war kein Erfolg und Fitzgerald sah sich im Winter 1923 bis ins Frühjahr des Jahres 1924 gezwungen, Kurzgeschichten zu schreiben, um seine Schulden aus der fehlgeschlagenen Theaterproduktion zu begleichen.
Im April 1924 konnte sich Fitzgerald wieder auf die Arbeit an dem Roman konzentrieren. Perkins und Fitzgerald trafen sich in dieser Zeit gelegentlich, weswegen der erhaltene Briefverkehr zwischen ihnen keinen vollständigen Aufschluss über den Entstehungsprozess des Romans gibt. Am 7. April 1924 schrieb Perkins an Fitzgerald, dass er von dem Titel „Zwischen Aschehaufen und Millionären“ nicht überzeugt sei, am 16. April teilte Perkins in einem weiteren Brief an Fitzgerald mit, dass er „The Great Gatsby“ immer schon als einen suggestiven und effektvollen Titel empfunden hätte, wobei nach Ansicht des Literaturwissenschaftlers Bruccoli der Gebrauch des Wortes „immer“ darauf hinweist, dass die Version aus dem Jahr 1923 mindestens zeitweilig bereits diesen Titel trug. Fitzgerald war mit dem Titel des Romans jedoch bis zu seiner Veröffentlichung nicht zufrieden und erwog noch bei Drucklegung andere Alternativen. Aus dem Briefwechsel mit Maxell Perkins weiß man auch, dass Fitzgerald große Teile seines ersten Entwurfs wieder verwarf. Teile daraus verwendete er jedoch für die Kurzgeschichte „Absolution“ („Vergebung“), die er an die Zeitschrift „The American Mercury“ verkaufte.
Die Arbeit an dem Roman kam im Frühsommer 1924 wieder weitgehend zum Erliegen, als das Ehepaar Fitzgerald mit ihrer Tochter Scottie an die Französische Riviera zog. Dort begann Zelda Fitzgerald eine Affäre mit dem französischen Piloten Edouard Jozan, die das Ehepaar voneinander entfremdete. Im August arbeitete Fitzgerald jedoch erneut hart an dem Romanentwurf und sendete im Oktober 1924 das aus seiner Sicht fertige Manuskript seinem Lektor Maxwell Perkins und seinem Literaturagenten Harold Ober zu. Am 20. November 1924 antwortete Perkins mit einer langen, sorgfältigen Analyse des Entwurfs. Perkins fand die Figur des Gatsby noch zu vage, er kritisierte auch eine längere Erläuterung von Gatsbys Biografie in Kapitel 8 und legte Fitzgerald nahe, Details zu Gatsbys Lebensweg erst nach und nach im Verlauf der Erzählung offenzulegen und auch die Quelle seines Reichtums anzudeuten. Fitzgerald, der sich zu diesem Zeitpunkt in Rom aufhielt, antwortete auf Perkins Brief am 1. Dezember 1924 und sicherte Perkins zu, dessen Anregungen aufzugreifen. Fitzgerald maß später Perkins generös einen wesentlichen Einfluss auf den erzählerischen Aufbau von „The Great Gatsby“ bei.
Am 18. Februar 1925 sendete Fitzgerald die von ihm final überarbeiteten Druckfahnen wieder an Perkins zurück. Fitzgerald hatte insbesondere Kapitel 6 und Kapitel 8 stark überarbeitet.

## Rezeptionsgeschichte
Am 10. April 1925 wurde „The Great Gatsby“ veröffentlicht. Perkins telegrafierte an Fitzgerald am 20. April, dass die Kritiken gut seien, der Verkauf des Buches aber schleppend verlaufe. Die Erstauflage im April hatte nur 20.870 Stück umfasst, eine zweite Auflage im August desselben Jahres wurde auf 3000 Stück begrenzt. Den geringen Verkaufserfolg begründete Fitzgerald noch im April 1925 in einem Brief an Perkins mit dem nur bedingt gelungenen Titel und dem Fehlen einer wichtigen Frauenfigur. Etwa zur gleichen Zeit erläuterte er in einem Brief an Edmund Wilson, dass der Fehler des Romans darin liege, dass er die emotionale Beziehung zwischen Gatsby und Daisy in der Zeit zwischen ihrer Wiederbegegnung und der finalen Katastrophe nicht hinreichend erfasst habe. Perkins sah als Hauptgrund für den mangelnden Verkaufserfolg die relative Kürze des Romans; in den 1920er-Jahren lag der Geschmack von Publikum und Buchhandel bei vergleichsweise längeren Romanwerken.
Auch eine Bühnenfassung und die Verfilmung von 1926 konnten das Interesse des Leserpublikums nicht ankurbeln. Zu Lebzeiten Fitzgeralds druckten nur das britische Verlagshaus Chatto & Windus sowie das amerikanische Verlagshaus Modern Library noch je eine Auflage. Nach Fitzgeralds Tod im Dezember 1940 wurde The Great Gatsby in den meist kurzen Nachrufen auf den Schriftsteller oft nicht einmal namentlich erwähnt. Die Wiederentdeckung des Werkes begann mit der erneuten Veröffentlichung von The Great Gatsby im Jahr 1941, Edmund Wilson legte es in einem Band zusammen mit Fitzgeralds unvollendetem Roman Der letzte Tycoon auf. Es folgte 1942 eine Nachauflage von The Great Gatsby alleine, bis 1945 kam es zu fünf weiteren Ausgaben und Nachdrucken. Die Popularität des Buches vergrößerte sich 1945, als am Ende des Zweiten Weltkrieges eine Sonderausgabe für amerikanische Streitkräfte erschien, die von mehr als einer Million Soldaten gelesen worden sein soll.
Danach begann sich auch die Literaturwissenschaft mit dem Werk zu beschäftigen und es wurde allmählich als eine der Great American Novels gesehen.

## Themen des Romans
F. Scott Fitzgerald verarbeitet in seinem Roman The Great Gatsby den gesellschaftlichen Wandel der US-amerikanischen Gesellschaft nach dem Ersten Weltkrieg und gestaltet in glänzendem Stil sein zentrales Thema: „die Widersprüche des ‚American Dream‘, des Strebens nach Glück, Erfolg und Reichtum in einer Konsumgesellschaft.“ Fitzgerald thematisiert die Wertschätzung des Menschen im Verhältnis zur Moral und zum sozialen Status vor dem Hintergrund des Beziehungs- und Ehebilds jener Zeit. Als kraftvolle Beschreibung der Roaring Twenties gilt der Roman heute als Great American Novel. The Great Gatsby war der letzte Roman, den F. Scott Fitzgerald schrieb, bevor der Beginn der Weltwirtschaftskrise im Jahre 1929 den Roaring Twenties ein Ende setzte. Der Literaturhistoriker Peter Conn weist darauf hin, dass Fitzgerald sich in frappierender Weise dieser Ära verbunden fühlte. Fitzgerald schrieb später über seine frühen literarischen Erfolge, sie seien so unnatürlich gewesen wie der Wirtschaftsboom der 1920er Jahre. Seine Erfahrungen danach – Alkoholismus, eine scheiternde Ehe, ein Selbstmordversuch und die Geisteskrankheit seiner Ehefrau – laufen parallel zu der Welle der Verzweiflung, die die Nation überrollte, als der Boom vorbei war.
Neben gesellschaftskritischen Aspekten leuchtet der Roman auch psychologische Facetten aus. Gatsby ist von dem Traum beseelt, Daisy zurückzugewinnen. Auch seinen Reichtum begreift er letztlich nur als Mittel zum Zweck – wie es an vielen Stellen im Roman deutlich wird. Schließlich ist Gatsby sogar bereit, die Verantwortung für den von der geliebten Frau verursachten Unfall zu übernehmen. Im Gegensatz zu den meisten anderen Charakteren des Romans, insbesondere dem Ich-Erzähler, scheint Gatsby zu echter Liebe imstande zu sein. Aber gerade das führt ihn letztlich in den Abgrund.
Am Ende der Erzählung macht Nick Carraway auch die Einstellung der Menschen des mittleren Westens für das Scheitern Gatsbys verantwortlich:

„I see now that this has been a story of the West, after all – Tom and Gatsby, Daisy and Jordan and I, were all Westerners, and perhaps we possessed some deficiency in common which made us subtly unadaptable to Eastern life.“

## Übersetzungen ins Deutsche
- Maria Lazar, Th. Knaur Nachf., Berlin 1928.
- Walter Schürenberg, Blanvalet, Berlin 1953; Diogenes, Zürich 1974, ISBN 978-3-257-20183-3.
- Bettina Abarbanell, Diogenes, Zürich 2006, ISBN 978-3-257-06518-3.
- Reinhard Kaiser, Insel, Berlin 2011, ISBN 978-3-458-17515-5.
- Lutz-W. Wolff, dtv, München 2011, ISBN 978-3-423-40718-2.
- Kai Kilian, Anaconda, Köln 2011, ISBN 978-3-86647-613-4.
- Johanna Ellsworth, Nikol, Hamburg 2011, ISBN 978-3-86820-991-4.
- Hans-Christian Oeser, Reclam, Stuttgart 2012, ISBN 978-3-15-010822-2.
- Bernhard Robben, Manesse, München 2025, ISBN 978-3-641-31723-2.
- Maria Lazar, bearbeitet u. m. Anm. v. Heiko Arntz, Kampa, Zurich 2025, ISBN 978-3-311-10151-2.

## Verfilmungen
Der große Gatsby wurde mehrfach verfilmt:
- 1926 von Herbert Brenon (mit Warner Baxter, Lois Wilson und Neil Hamilton) Der Stummfilm gilt als verschollen, nur ein einminütiger Trailer existiert noch.[29]
- 1949 von Elliott Nugent (mit Alan Ladd, Betty Field und Macdonald Carey)
- 1974 von Jack Clayton (mit Robert Redford, Mia Farrow und Bruce Dern)
- 2000 von Robert Markowitz (Fernsehfilm mit Toby Stephens, Mira Sorvino und Paul Rudd).
- 2013 von Baz Luhrmann (mit Leonardo DiCaprio, Carey Mulligan und Tobey Maguire)

## Hörbücher
- 2002: aus dem Amerikanischen von Walter Schürenberg, gelesen von Sky du Mont, Produktion & Regie: Margrit Osterwold; Ullstein Heyne List GmbH & Co. KG München 2002, Länge 323 Minuten, 5 CD, ungekürzte Lesung, ISBN 3-550-10154-6.
- 2011: übersetzt von Bettina Abarbanell, gelesen von Gert Heidenreich: Diogenes Verlag, Zürich, ISBN 978-3-257-80276-4.
- 2011: übersetzt von Lutz-W. Wolff, gelesen von Burghart Klaußner: Hörbuch Hamburg, Hamburg, ISBN 978-3-89903-088-4.

## Bühne
- 1926: The Great Gatsby, Theaterstück von Owen Davis und George Cukor
Uraufführung am 2. Februar 1926, am Broadway in New York[30]
- 1956: The Great Gatsby, erste Musicalfassung, von Robert E. Morgan (Musik) und Aubrey L. Goodman (Text)
Uraufführung Sommer 1956 an der Yale University
- 1998: The Great Gatsby, Jazz-Musical, von Thomas Johnson und Phil Smith
Uraufführung Herbst 1958 am Pavilion Theatre in Rhyl, Wales
- 1999: The Great Gatsby. Oper von John Harbison
Uraufführung am 20. Dezember 1999 an der Metropolitan Opera New York
- 2006: The Great Gatsby, Theaterstück von Simon Levy
Uraufführung am 21. Juli 2006, Guthrie Theater, Minneapolis
- 2012: The Great Gatsby, Musical von Joe Evans (Musik und Liedtexte)
Uraufführung am 7. August 2012, Kings Head Theatre, London
- 2012: Der große Gatsby. Musical von Claus Martin
Uraufführung am 26. Mai 2012 auf der Freilichtbühne Coesfeld[31]
- 2023: Der große Gatsby, Musik-Theater von Thorsten Drücker und Philipp Rosendahl
Uraufführung am 7. Januar 2023, Staatstheater Cottbus
- 2023: The Great Gatsby. Musical mit Musik von Jason Howland, Liedtexte von Nathan Tysen und Buch von Kait Kerrigan
Uraufführung am 12. Oktober 2023 im Paper Mill Playhouse, New Jersey
- 2024: Gatsby: An American Myth, Musical von Florence Welch, Thomas Bartlett und Martyna Majok
Uraufführung am 5. Juni 2024, American Repertory Theater, Cambridge, Massachusetts[32]

## Sekundärliteratur
- Harold Bloom (Hrsg.): F. Scott Fitzgerald’s The Great Gatsby. New York 2006, ISBN 0-7910-8580-5.
- Matthew J. Bruccoli (Hrsg.): F. Scott Fitzgerald’s „The Great Gatsby“. Gale, Detroit 2000, ISBN 0-7876-3128-0.
- Michael Hoenisch: F. Scott Fitzgeralds The Great Gatsby. In: Edgar Lohner (Hrsg.): Der amerikanische Roman im 19. und 20. Jahrhundert · Interpretationen. Schmidt Verlag Berlin 1974, ISBN 3-503-00515-3, S. 173–190.
- Theodor Klimek: Fitzgerald • The Great Gatsby. In: Hans-Joachim Lang (Hrsg.): Der amerikanische Roman: von den Anfängen bis zur Gegenwart. Bagel, Düsseldorf 1971. ISBN 3-513-02213-1, S. 219–248.
- James E. Miller Jr.: F. Scott Fitzgeralds „The Great Gatsby“. In: Gerhard Hoffmann (Hrsg.): Amerikanische Literatur des 20. Jahrhunderts · Band 1. Fischer Verlag, Frankfurt am Main 1972, ISBN 3-436-01444-3, S. 104–124.
- Dagmar Pohlenz, Richard Martin: F. Scott Fitzgerald · „The Great Gatsby“ · Interpretations and Suggestions for Teaching. In: Peter Freese (Hrsg.): Texts for English and American Studies · Band 14. Schöningh Verlag Paderborn 1986, ISBN 3-506-41092-X.
- Ruth Prigozy (Hrsg.): The Cambridge Companion to F. Scott Fitzgerald. Cambridge University Press, Cambridge 2002, ISBN 0-521-62474-6.
- Frauke Frausing Vosshage: F. Scott Fitzgerald: Der große Gatsby (The Great Gatsby). 3. Auflage. Bange Verlag, Hollfeld 2007, ISBN 978-3-8044-1792-2. (Königs Erläuterungen und Materialien (Bd. 389))
- Nicolas Tredell: Fitzgerald’s The Great Gatsby. Continuum International Publishing Group, New York 2007, ISBN 978-0-8264-9011-7.
- John S. Whitley: F. Scott Fitzgerald, „The Great Gatsby“. Arnold, London 1976, ISBN 0-7131-5872-7.
- Peter von Matt: Der Totentanz der Roaring Twenties. In: Peter von Matt: Sieben Küsse. Glück und Unglück in der Literatur. Hanser, München 2017, ISBN 978-3-446-25462-6, S. 53–73.